# Shahib Masnawi
Shahib Masnawi (* 4. August 2000 in Singapur), mit vollständigen Namen Muhammad Shahib bin Masnawi, ist ein singapurischer Fußballspieler.

## Karriere
Shahib Masnawi erlernte das Fußballspielen in der National Football Academy. Seinen ersten Vertrag unterschrieb er am 1. Februar 2020 bei den Young Lions. In der Elf spielen U23-Nationalspieler und auch Perspektivspieler. Ihnen soll die Möglichkeit gegeben werden, Spielpraxis in der ersten Liga, der Singapore Premier League, zu sammeln. Für die Lions absolvierte er sechs Erstligaspiele. Im Januar 2021 wechselte er zum Ligakonkurrenten Tanjong Pagar United.